# John William Strutt Rayleigh
John William Strutt, 3º barone di Rayleigh (Langford Grove, 12 novembre 1842 – Witham, 30 giugno 1919), è stato un fisico britannico.
Ha passato la maggior parte della sua carriera all’Università di Cambridge.
Tra i numerosi premi, è stato insignito del Premio Nobel per la fisica nel 1904 “per i suoi studi dei più importanti gas e per la scoperta dell’argon in connessione ai suoi studi”.
Rayleigh sviluppò la prima trattazione teorica della diffusione ottica di particelle (scattering) molto minori della lunghezza d’onda della luce, un fenomeno noto oggi come “diffusione di Rayleigh”, che spiega inoltre perché il cielo é blu. Ha studiato e descritto le onde superficiali nei solidi, concetto che è oggi conosciuto come “Onde di Rayleigh”. Ha contribuito estensivamente alla fluidodinamica con concetti come il numero di Rayleigh, il flusso di Rayleigh, l’instabilità di Rayleigh-Taylor e il criterio di Rayleigh per la stabilità dei flussi di Taylor-Couette. La sua derivazione della legge di Rayleigh-Jeans per la radiazione classica di corpo nero ha giocato un ruolo importante per la nascita della meccanica quantistica.

## Biografia
Nacque a Langford Grove: fonti storiche riportano che nei primi anni di vita soffrì di scarsa salute.
Laureatosi all'Università di Cambridge, nel 1879 succedette a James Clerk Maxwell nella stessa università per insegnare fisica.
Ebbe tre figli, tra cui Robert John Strutt Rayleigh che pure fu un fisico. Divenne barone dopo la morte del padre, che avvenne nel 1873.
Premio Nobel 1904 per la Fisica. Nel 1905 divenne presidente della Royal Society e rettore dell'università di Cambridge nel 1908.

### Ricerche
I suoi studi spaziarono in diversi rami della fisica. Determinò le dimensioni di diverse molecole, sviluppando la ricerca sugli strati monomolecolari. Nel 1892 riuscì a fornire un primo valore del Numero di Avogadro.
Studiò il fenomeno della capillarità e della tensione superficiale. Nel campo della fluidodinamica è noto il Numero di Rayleigh, espressione adimensionale relativa ad un fluido viscoso in moto.
Nel 1894, approfondendo le conoscenze sulla densità dei gas, venne a determinare, in compagnia di William Ramsay, l'esistenza del gas argon nell'atmosfera, scoperta per la quale gli venne attribuito il Premio Nobel.
Fondamentali i suoi studi sul fenomeno della diffusione della luce, con la determinazione dello Scattering Rayleigh, e sulla natura dei colori, grazie alla costruzione di un prisma che da lui prende il nome di Prisma di Rayleigh.
I suoi studi compresero anche l'acustica, con i teoremi fondamentali sulle vibrazioni e al proposito sono da citare l'importante pubblicazione Treatise on Sound, nella quale sono raccolti i suoi risultati in questo campo, e l'invenzione del Disco di Rayleigh, strumento atto a determinare l'ampiezza di velocità assoluta di un'onda sonora.

## Ascendenza
|                                          |               |                                      | Genitori                                |  |  | Nonni |  |  | Bisnonni    |  |  | Trisnonni     |  |
|                                          |               |                                      |                                         |  |  |       |  |  | John Strutt |  |  | Joseph Strutt |  |
|                                          |               |                                      |                                         |  |  |       |  |  | John Strutt |  |  | Joseph Strutt |  |
|                                          |               | Mary Young                           |                                         |  |  |       |  |  | John Strutt |  |  |               |  |
| Joseph Strutt                            |               |                                      |                                         |  |  |       |  |  | John Strutt |  |  |               |  |
|                                          |               | Anne Goodday                         | William Goodday                         |  |  |       |  |  |             |  |  |               |  |
|                                          |               | Anne Goodday                         | William Goodday                         |  |  |       |  |  |             |  |  |               |  |
|                                          |               | Anne Goodday                         | …                                       |  |  |       |  |  |             |  |  |               |  |
| John Strutt, II barone Rayleigh          |               | Anne Goodday                         |                                         |  |  |       |  |  |             |  |  |               |  |
|                                          |               | James FitzGerald, I duca di Leinster | Robert FitzGerald, XIX conte di Kildare |  |  |       |  |  |             |  |  |               |  |
|                                          |               | James FitzGerald, I duca di Leinster | Robert FitzGerald, XIX conte di Kildare |  |  |       |  |  |             |  |  |               |  |
|                                          |               | James FitzGerald, I duca di Leinster | Mary O'Brien                            |  |  |       |  |  |             |  |  |               |  |
| Charlotte Strutt, I baronessa Rayleigh   |               | James FitzGerald, I duca di Leinster |                                         |  |  |       |  |  |             |  |  |               |  |
|                                          |               | Mary O'Brien                         | Charles Lennox, II duca di Richmond     |  |  |       |  |  |             |  |  |               |  |
|                                          |               | Mary O'Brien                         | Charles Lennox, II duca di Richmond     |  |  |       |  |  |             |  |  |               |  |
|                                          |               | Mary O'Brien                         | Sarah Cadogan                           |  |  |       |  |  |             |  |  |               |  |
| John William Strutt, III barone Rayleigh |               | Mary O'Brien                         |                                         |  |  |       |  |  |             |  |  |               |  |
|                                          | George Vicars | Richard Vicars                       |                                         |  |  |       |  |  |             |  |  |               |  |
|                                          | George Vicars | Richard Vicars                       |                                         |  |  |       |  |  |             |  |  |               |  |
|                                          | George Vicars | Elizabeth Armstrong                  |                                         |  |  |       |  |  |             |  |  |               |  |
| Richard Vicars                           | George Vicars |                                      |                                         |  |  |       |  |  |             |  |  |               |  |
|                                          |               | Deborah Hedley                       | John Hedley                             |  |  |       |  |  |             |  |  |               |  |
|                                          |               | Deborah Hedley                       | John Hedley                             |  |  |       |  |  |             |  |  |               |  |
|                                          |               | Deborah Hedley                       | …                                       |  |  |       |  |  |             |  |  |               |  |
| Clara Vicars                             |               | Deborah Hedley                       |                                         |  |  |       |  |  |             |  |  |               |  |
|                                          |               | Thomas Williams                      | George Williams                         |  |  |       |  |  |             |  |  |               |  |
|                                          |               | Thomas Williams                      | George Williams                         |  |  |       |  |  |             |  |  |               |  |
|                                          |               | Thomas Williams                      | Mary Monier                             |  |  |       |  |  |             |  |  |               |  |
| Marianne Spurrier Williams               |               | Thomas Williams                      |                                         |  |  |       |  |  |             |  |  |               |  |
|                                          |               | Mary Spurrier Broom                  | John Broom                              |  |  |       |  |  |             |  |  |               |  |
|                                          |               | Mary Spurrier Broom                  | John Broom                              |  |  |       |  |  |             |  |  |               |  |
|                                          |               | Mary Spurrier Broom                  | Mary Joliffe                            |  |  |       |  |  |             |  |  |               |  |
|                                          |               | Mary Spurrier Broom                  |                                         |  |  |       |  |  |             |  |  |               |  |

## Opere

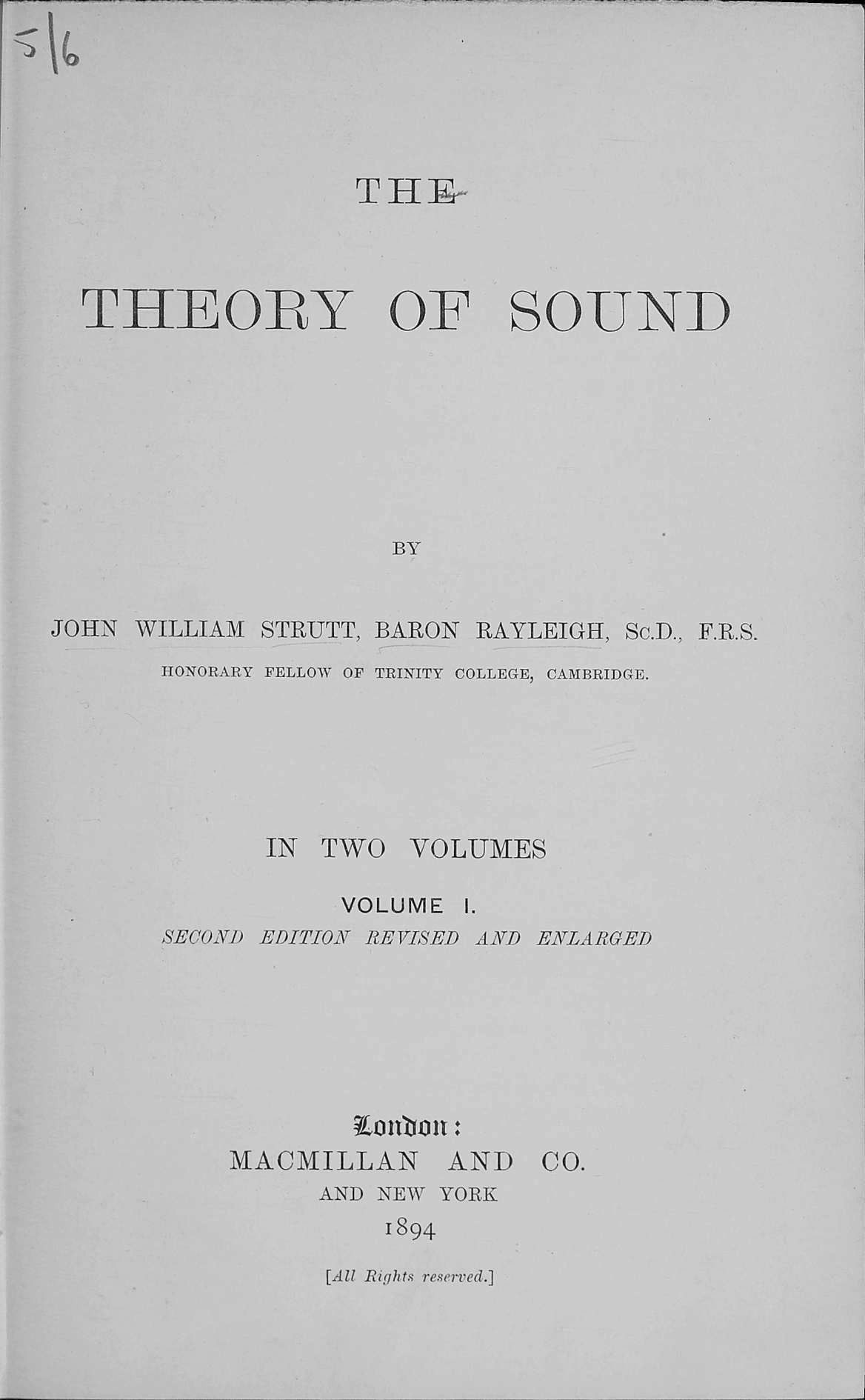
Theory of sound, 1894

- The Becquerel rays and the properties of radium (London: E. Arnold, 1904)
- (EN) Theory of sound, vol. 1, London, Macmillan, 1894.
- (EN) Theory of sound, vol. 2, London, Macmillan, 1896.
- Scientific papers (Volume 1) (Cambridge: University Press, 1899–1920)
- Scientific papers (Volume 2) (Cambridge: University Press, 1899–1920)
- Scientific papers (Volume 3) (Cambridge: University Press, 1899–1920)
- Scientific papers (Volume 4) (Cambridge: University Press, 1899–1920)
- Scientific papers (Volume 5) (Cambridge: University Press, 1899–1920)
- Scientific papers (Volume 6) (Cambridge: University Press, 1899–1920)

## Riconoscimenti
A lui sono stati dedicati due crateri, uno sulla Luna ed uno su Marte:
- cratere lunare Rayleigh
- cratere marziano Rayleigh